# Svanamyran
Svanamyran är en by i Lycksele kommun, Lappland. Byn grundades cirka 1922, när tidigare kronotorp friköptes. Sedan 1940 har byn el och telefon.

## Republiken Svanamyran
Efter folkomröstningen om EU 1994 röstade byns invånare för självständighet och utropade republiken Svanamyran.
Detta kungjordes vid midsommarfirandet 1995 efter att byns invånare enhälligt röstat ja. Samtidigt beslutades det att alla som fr.o.m. det året deltar i det årliga midsommarfirandet äger rätt att ansöka om medborgarskap i republiken. "För enkelhetens skull" (med hänsyn till svensk byråkrati) behåller alla nya medborgare i Svanamyran sitt ursprungliga medborgarskap i staten Sverige. Republikens första och hittills enda byålderman är T. Molander, genom vilken alla viktiga beslut rörande republiken och dess medborgare går - i samråd med parlamentet, där alla gårdar i republiken finns representerade.

### Symboler
Repulikens flagga är en korsflagga med röd botten och gult kors med blå fimbrering. Flaggan hissas vid de flesta av republikens högtidsdagar såsom midsommar, vilken även är republikens nationaldag.

### Kampen för självständighet
Svanamyran ingår enligt rikets geografiska fastighetsindelning i trakten Tallträskliden. Som ett led i sin strävan efter självständighet ansökte man 2007 om att få bilda egen trakt. Detta avslogs dock av Lantmäteriet, trots stöd från Institutet för språk och folkminnen.